# Wyskoki
Wyskoki – wieś w Polsce położona w województwie łódzkim, w powiecie zgierskim, w gminie Stryków.
W latach 1975–1998 miejscowość administracyjnie należała do ówczesnego województwa łódzkiego.
W pobliżu wsi przebiega droga krajowa nr 14 i linia kolejowa Bednary (Łowicz Główny) – Łódź Kaliska. Wieś powoli traci swój rolny charakter choć wciąż przeważają uprawy sadownicze, a okolica wyróżnia się kwiatowo-krzewiastymi ogrodami przydomowymi. We wsi znajduje się kapliczka oraz małe centrum rekreacyjno-sportowe dla mieszkańców, z altaną, infrastrukturą grillową oraz boiskami do koszykówki i siatkówki. Odbywają się tutaj także cykliczne imprezy o charakterze muzyczno-tanecznym pod nazwą Wet and Wild Wyskoki.

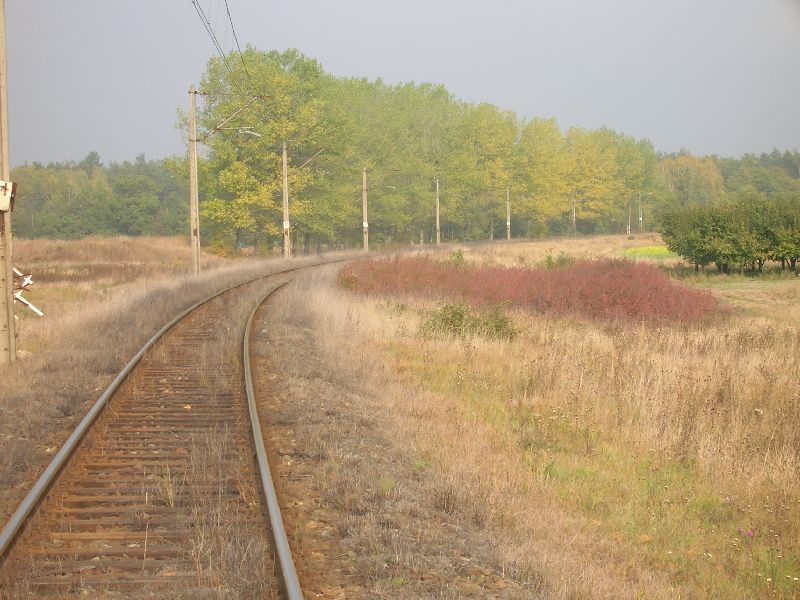
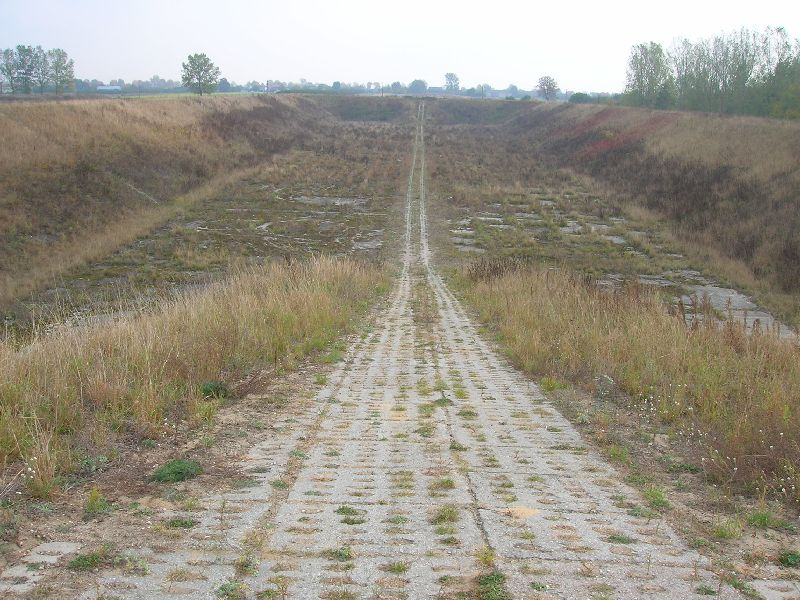